# Crystal Bowersox
Crystal Bowersox (Contea di Ottawa, 14 agosto 1985) è una cantautrice statunitense.
Finalista della nona stagione di American Idol, ha pubblicato il suo primo album nell'aprile 2010.

## Biografia
Nata e cresciuta nella contea di Ottawa, in Ohio, ha studiato alla High School e poi alla School for the Arts di Toledo.
Nel 2007 ha intrapreso un tour indipendente con date in Turchia, Messico e Stati Uniti.
Ha partecipato alla nona edizione (2010) di American Idol, arrivando seconda. Dopo il programma ha firmato un contratto con 19 Entertainment/Jive Records e ha pubblicato il singolo Up to the Mountain.
Nel dicembre 2010 ha pubblicato il suo album discografico di debutto, prodotto da David Bendeth. Nel 2010 ha collaborato per un singolo con Lee DeWyze.
Nell'ottobre 2011 lascia la Jive. 
Esordisce come attrice in un episodio della seconda stagione di Body of Proof.
Collabora nell'album Suzie Cracks the Whip del gruppo Blues Traveler (2012).
Nell'ottobre 2012 firma un contratto con la Shanachie Records.
Nel marzo 2013 pubblica il suo secondo album All That for This. Il disco contiene un duetto con Jakob Dylan ed è prodotto da Steve Berlin (Los Lobos).

## Discografia
Album studio
- 2010 - Farmer's Daughter
- 2013 - All That for This